# أبلق متغير
أبلق متغير[بحاجة لمصدر] (الاسم العلمي: Oenanthe picata) (بالإنجليزية: Variable Wheatear)‏ هي نوع من الطيور يتبع جنس الأبلق من الفصيلة صائدات الذباب.